# José López
José María López Álvarez (ur. 23 sierpnia 1930, zm. 18 września 2019) – kubański zapaśnik walczący w stylu wolnym. Olimpijczyk z Londynu 1948, gdzie zajął dziesiąte miejsce w wadze piórkowej.
Brązowy medalista igrzysk panamerykańskich w 1951. Triumfator igrzysk Ameryki Środkowej i Karaibów w 1950 i 1954 roku.

## Letnie Igrzyska Olimpijskie 1948
| Konkurencja | Eliminacje           | Eliminacje          | Eliminacje            | Klas. końcowa |
| Konkurencja | Przeciwnik I         | Przeciwnik II       | Przeciwnik III        | Miejsce       |
| ----------- | -------------------- | ------------------- | --------------------- | ------------- |
| -62 kg      | Adolf Müller (SUI) P | Kim Kuk-fan (KOR) Z | Paavo Hietala (FIN) P | 10.           |